# Georges Pompidou
|  | Per a altres significats, vegeu «Pompidou». |

Georges Pompidou -en occità Jòrdi Pompidor- (Montboudif, Cantal, 1911 – París, 1974) fou un polític francès que fou President de la República francesa del 1969 al 1974.

## Biografia
Fill de mestres, va estudiar en el prestigiós Liceu Louis-le-Grand de París. Tenia vocació literària i per això ingressà a l'École normale supérieure (1931), jutament amb Léopold Sédar Senghor i Aimé Césaire. Malgrat tot, poc després es dedicaria a la docència, cosa que li permetria escriure uns anys més tard una Anthologie de la poésie française.
Tanmateix, després de l'Alliberament s'interessà més per la carrera administrativa i política. Gràcies als contactes que va fer a la «Normal'sup» accedí als cercles de poder del Govern provisional; és designat director del comissariat de Turisme (1946-1949) i gairebé alhora accedeix al Conseil d'État. Així pren alguna vocació pels temes econòmics. A causa de la seva amistat amb Gaston Palewski, entre 1954 i 1958 treballà per a la família Rothschild, coneguts banquers francesos.
En la seva vida privada, el 1935 es casà amb Claude Cahour (Claude Pompidou) amb qui va adoptar un fill, Alain Pompidou. Els Pompidou van ser grans col·leccionistes d'art modern.

## Carrera política
Després del retorn del general Charles de Gaulle al poder, el 1958, Pompidou fou cridat a dirigir el gabinet presidencial. El 20 de febrer de 1959, el President el designarà com a membre del Conseil constitutionnel, càrrec que ocuparà fins al 1962.

### Primer ministre
Des del 16 d'abril de 1962, Pompidou ocupà el càrrec de Primer Ministre, tot patint diversos canvis de govern fins al 10 de juliol de 1968. El seu mandat hauria estat potser més llarg sinó hagués estat pels fets de Maig del 68: per a reforçar l'acció del govern, proposà al President de dissoldre l'Assemblea Nacional.Aquesta decisió, que molts consideraren suïcida, esdevingué una hàbil maniobra política que aconseguí decapitar l'esquerra (Pierre Mendès-France, un dels líders d'esquerra, no hi fou reescollit); però de Gaulle, que no va acabar d'entendre la seva jugada, ja que considerava que l'havia deixat en evidència, l'obligà a renunciar, i el substituí per Maurice Couve de Murville. El 1966 va crear l'Alt Comité per a la Defensa i Expansió de la Llengua Francesa, predecessor de l'actual Delegació General per a l'idioma francès i les llengües de França.

### President de la República
Després de la renúncia del general de Gaulle, Georges Pompidou fou elegit President de la República francesa, amb un 58,22% dels vots. Assumí el càrrec el 15 de juny de 1969. Pompidou estava fascinat amb la possibilitat d'un desenvolupament industrial de França, i començà una sèrie de treballs de modernització, en diverses àrees: el TGV, la modernització de les telecomunicacions, la construcció d'autopistes, etc. París conserva encara les marques d'aquest període: la noció d'un estil «pompidolià»identifica la temptació de construir torres d'altura en ple centre d'una ciutat que fins aleshores s'havia caracteritzat per una arquitectura uniforme (estil «hausmannià»); la Tour Montparnasse és probablement el millor (o pitjor) símbol d'aquesta època. Preocupat per la difusió de l'art, inicià els treballs per a la construcció d'un important centre cultural que avui porta el seu nom.
En el pla internacional, optà per reforçar Europa, per aprofundir-la i enfortir-la davant el pacte atlàntic. El Regne Unit (juntament amb Irlanda i Dinamarca) es van poder integrar a la Comunitat Econòmica Europea.Sense interrompre relacions diplomàtiques amb la Unió Soviètica ni amb l'Europa socialista, aspirava a l'enfortiment polític de les institucions europees.
Malalt de càncer, va morir el 2 d'abril de 1974 en el seu estudi de l'Île Saint-Louis, sense acabar el seu mandat.

## Honors
Gran Mestre de la Legió d'Honor
 Gran Mestre i Gran Creu de Cavaller de l'orde Nacional del Mèrit
 Gran Creu amb Cordó de l'orde al Mèrit de la República Italiana (1-10-1973)
 Gran Creu del Reial Orde Noruec de Sant Olaf